# الشحري
السيد عبد العظيم الشحري (6 يناير 1942 - 11 مايو 2004) هو مخرج فني ومشرف مؤثرات بصرية وجرافيكس مصري.

## حياته ونشأته
ولد الشحرى بمركز زفتى في محافظة الغربية، في أسرة متدينة، وسط تسع أشقاء ،أربعة من الأخوة وخمسة من الأخوات، كان والده الأزهرى يعمل في مجال التجارة والزراعة، أصر والده على دراسته الزراعة، ليساعده في رعاية الأراضي الزراعية، ولكن شغفه وحبه للرسم والنحت والخط، جعله يأخذ قرار السفر إلى القاهرة، بحثاً عن تشجيع هوايته في الفن، والتحاق بكلية الفنون الجميلة القسم الحر جامعة حلوان، تميز في فن كتابة العناوين وتيترات الأفلام السينمائية منذ بدايته سنة 1963 وحتى وفاته، بدأت ميوله الفنية في الظهور منذ طفولته حيث كان يهوى عمل التماثيل ورسم اللوحات الزيتية واللوحات الجدارية منذ كان بالمرحلة الإعدادية وفي مدرسة الثانوية بطنطا، وهذا ما أهله للحصول على أول تقدير في حياته وهو جائزة الإمتياز في مادة الرسم في الشهادة الإعدادية عام 1958.

## مسيرته
أتُيحت لأول مرة للشحرى الفرصة للعمل بالسينما من خلال إعلان «للهيئة المصرية العامة للسينما»، قدم أوراقه به للعمل في أستوديو مصر سنة 1962، داخل «قسم الرسوم المتحركة» كان يشرف عليه الفنان أنطوان سليم، واستطاع أن يجتاز الإختبار، وعمل مساعداً لأنطون سليم. وخلال هذه الفترة اكتسب الخبرة، في تنفيذ الحيل ومقدمات الأفلام على كاميرا «التروكاج»، وكانت المرحلة الأولى في حياته العملية ونقطة الإنطلاق لتكوين أسمه الفنى.
عمل مع الفنان دلاور حسنى وتعلم منه فن تصميم العناوين ومقدمة الأفلام والمسلسلات، وكان الأمر في غاية الصعوبة ولكن الشحرى نال ثقة دلاور مما جعله يحضر ولأول مرة التصوير وكان وقتها لايزال طالباً، وكانت موهبته متميزة تمكن في التعامل مع كاميرا الرسوم المتحركة، حتى تولى رئاسة قسم الرسوم المتحركة داخل «استديو مصر» سنة 1971.
لم يتوقف الشحرى عند تعلمه في مصر على يد أنطوان سليم ودلاور، لكنه أراد المزيد من التميز، قرر السفر إلى الخارج على نفقته الخاصة، سافر إلى كل من ألمانيا الغربية وألمانيا الشرقية وتشيكوسلوفاكيا سنة 1974، لدراسة التطور في فن الرسوم المتحركة وفن الحيل والخدع السينمائية وأحدث المعدات في كاميرات الرسوم المتحركة «التروكاج»، وهناك زار استديوهات برلين السينمائية، وليبزج وعدداً من المسارح.
وعاد بعد ذلك إلي مصر، ولكن كانت تنقصه الأدوات التى يستخدمها لخروج هذه الخبرة إلى النور وفي خلال ذلك تعرف الشحرى على «أوهان» الذى اختراع «كاميرا التروكاج» لتصوير أفلام الرسوم المتحركة، ومقدمة الأفلام، وداخل محل سكنه بالهرم أنشأ استديو وأشترى ثلاث «كاميرات تروكاج» من أوهان لعمل مقدمات الأفلام، وكان أول إخراجه الفني مسرحية سنة مع الشغل اللذيذ للمخرج سيد بدير والتى تضمنت ولأول مرة في مصر تداخلاً بين فنى المسرح والسينما.
تميز الشهري بأنه أول من قام في مصر والشرق الاوسط بتجربة العرض الخلفى بالألوان وذلك من خلال فيلم خلى بالك من زوزو، مستخدما كاميرا خشبية الصنع من تصنيع أوهان وكانت النتيجة مبهرة واكتسح الفيلم نجاح كبيراً.
ظهرت خبرته في تصميم وتنفيذ الحيل السينمائية في المسلسل السينمائى محمد رسول الله، للمخرج أحمد طنطاوى، ونجح في تنفيذ خدع المسلسل من الطيور التى تتكلم، والصخرة التى تطير في الهواء، وقصر فرعون الذى يغرق في البحيرة والعصا التى تتحول إلى ثعبان والثعبان الذى يأكل الثعابين الأخرى وغيرها، ونال خلالها الشحري، شهادة تقدير من اتحاد الأذاعة والتلفزيون المصري.
ومع بداية الثمانينات انقسمت الهيئة العامة المصرية للسينما إلي عدة جهات، اتجاه الشحرى للعمل في المركز القومي للسينما والذي تخصص في إنتاج الأفلام التسجيلية الوثقائية والقصيرة والرسوم المتحركة.
شغل منصب رئيس قسم الحيل السينمائية بالمركز القومى للسينما حتى خروجه على المعاش سنة 2002.

## أعماله[5]
فيلم كلام الناس ومدته 12 دقيقة عام 1981، فيلم شقاوة سمسم ومدته 5 دقائق عام 1979، بالإضافة إلى اشتراكه في العديد من الأفلام الوثائقية والدعائية لتلفزيون الأردن والكويت وليبيا وسوريا.
ومن أعماله؛
الواد .. لا لا
2003 - فيلم
تصميم العناوين
بحبك وأنا كمان
2003 - فيلم
تترات البداية و النهاية
حفار البحر
2003 - فيلم
التتر
سلام مربع للستات
2003 - فيلم
التتر
العشق والدم
2002 - فيلم
التتر
النعامة والطاووس
2002 - فيلم
التتر
خلي الدماغ صاحي
2002 - فيلم
العناوين
صيد الحيتان
2002 - فيلم
التتر
فلاح في الكونجرس
2002 - فيلم
التتر
إحنا أصحاب المطار
2001 - فيلم
التتر
العاشقان
2001 - فيلم
التتر
راندڤو
2001 - فيلم
التتر
نحب عيشة الحرية
2001 - فيلم
التتر
الأخطبوط
2000 - فيلم
التتر
الحب الأول
2000 - فيلم
التتر
إمرأة تحت المراقبة
2000 - فيلم
التتر
بونو بونو
2000 - فيلم
المؤثرات البصرية
تحت الربع بجنيه وربع
2000 - فيلم
التتر
رجل له ماضى
2000 - فيلم
التتر
زنقة الستات
2000 - فيلم
التتر
شروع في قتل
2000 - فيلم
التتر
فرقة بنات وبس
2000 - فيلم
التتر
فل الفل
2000 - فيلم
التتر
قدر امرأة
2000 - فيلم
التتر
الكافير
1999 - فيلم
التتر
أمواج الغضب
1999 - فيلم
التتر
زغلول جاب محمول
1999 - فيلم
تصميم المقدمة
فتاة من إسرائيل
1999 - فيلم
التتر
نور ونار
1999 - فيلم
التتر
٤٨ ساعة في إسرائيل
1998 - فيلم
المؤثرات والعناوين
أبو خطوة
1998 - فيلم
المؤثرات البصرية
اختفاء جعفر المصري
1998 - فيلم
التتر
أشغال شاقة
1998 - فيلم
التتر
البطل
1998 - فيلم
المؤثرات البصرية
الغيبوبة
1998 - فيلم
العناوين
القتل اللذيذ
1998 - فيلم
مؤثرات وعناوين
إمبراطورية الشر
1998 - فيلم
المؤثرات البصرية
ساعة الانتقام
1998 - فيلم
التتر
مجرم مع مرتبة الشرف
1998 - فيلم
التتر
إسماعيلية رايح جاي
1997 - فيلم
المؤثرات البصرية
الجسر
1997 - فيلم
التتر
خيال العاشق
1997 - فيلم
التتر
أبو الدهب
1996 - فيلم
مؤثرات وعناوين
الخطيئة السابعة
1996 - فيلم
التتر
الرجل الشرس
1996 - فيلم
التتر
القلب وما يعشق
1996 - فيلم
التتر
بهوات آخر زمن
1996 - فيلم
العناوين
اغتيال فاتن توفيق
1995 - فيلم
التتر
المراكبي
1995 - فيلم
مؤثرات الصورة وعناوين
دماء بعد منتصف الليل
1995 - فيلم
المؤثرات البصرية
ضربة جزاء
1995 - فيلم
المؤثرات البصرية
طأطأ وريكا وكاظم بيه
1995 - فيلم
التتر
كلاب المدينة
1995 - فيلم
العناوين
أحلامنا الحلوة
1994 - فيلم
المقدمة
الجينز
1994 - فيلم
التتر
الصاغة
1994 - فيلم
التتر
اللى رقصوا ع السلم
1994 - فيلم
التتر
إنتقام إمرأة
1994 - فيلم
التتر
تعالب أرانب
1994 - فيلم
العناوين
خلطبيطه
1994 - فيلم
التتر
درب العوالم
1994 - فيلم
المؤثرات البصرية
كارت أحمر
1994 - فيلم
مؤثرات الصورة والعناوين
الحب بين قوسين
1993 - فيلم
التتر
الذئب
1993 - فيلم
العناوين
الرصيف
1993 - فيلم
العناوين
الرقص مع الشيطان
1993 - فيلم
العناوين
الشطار
1993 - فيلم
التتر
اللعب على المكشوف
1993 - فيلم
التتر
اللقاء القاتل
1993 - فيلم
التتر
امرأة تدفع الثمن
1993 - فيلم
التتر
أولاد ضرغام
1993 - فيلم
العناوين
دائرة الموت
1993 - فيلم
العناوين
سفينة الحب والعذاب
1993 - فيلم
العناوين
فرسان آخر زمن
1993 - فيلم
التتر
لصوص خمس نجوم
1993 - فيلم
التتر
مطاردة في الممنوع
1993 - فيلم
العناوين
أحوال شخصية
1992 - فيلم
مصمم العناوين
أزواج في ورطة
1992 - فيلم
مؤثرات الصورة وعناوين
استقالة جابر
1992 - فيلم
العناوين
الحب المر
1992 - فيلم
العناوين
الخطوة الدامية
1992 - فيلم
التتر
السرعة لا تزيد عن صفر
1992 - فيلم
التتر
المشاغبون في البحرية
1992 - فيلم
التتر
بنات في ورطة
1992 - فيلم
التتر
خلي بالك من عزوز
1992 - فيلم
تروكاج وعناوين
درب البهلوان
1992 - فيلم
التروكاج والعناوين
دكتوراه مع مرتبة الشرف
1992 - فيلم
التتر
شياطين الشرطة
1992 - فيلم
المؤثرات البصرية
غرام وانتقام بالساطور
1992 - فيلم
تروكاج
كفر الطماعين
1992 - فيلم
العناوين
كله بيلعب على كله
1992 - فيلم
التتر
مذبحة الشرفاء
1992 - فيلم
المقدمة
هروب الأوغاد
1992 - فيلم
المقدمة
البريء والجلاد
1991 - فيلم
التتر
الغشيم
1991 - فيلم
التتر
القانون لا يعرف الحب
1991 - فيلم
العناوين
الكابتن وصل
1991 - فيلم
تروكاج وعناوين
المخطوفة
1991 - فيلم
العناوين
المشاغبات في السجن
1991 - فيلم
التتر
المطلقات والذئاب
1991 - فيلم
التتر
بائعة الشاي
1991 - فيلم
تروكاج وعناوين
بنت الباشا الوزير
1991 - فيلم
العناوين
تصريح بالقتل
1991 - فيلم
العناوين
خبطة العمر
1991 - فيلم
التتر
صائد الجبابرة
1991 - فيلم
العناوين
قانون إيكا
1991 - فيلم
التتر
ليل وليالي / ليل وغوازي
1991 - فيلم
التتر
مجرم رغم أنفه
1991 - فيلم
العناوين
نساء ضد القانون
1991 - فيلم
تروكاج وعناوين
نص دسته مجانين
1991 - فيلم
التتر
3 تحت المراقبة
1990 - فيلم
العناوين
إعدام قاضي
1990 - فيلم
عناوين
الأسطى محروس
1990 - فيلم
المؤثرات البصرية
الأهطل
1990 - فيلم
التتر
السقوط
1990 - فيلم
العناوين
الطائر الجريح
1990 - فيلم
العناوين
الملك لله
1990 - فيلم
العناوين
النصاب والكلب
1990 - فيلم
التتر
انتبهوا أيها الأزواج
1990 - فيلم
التتر
جواز عرفي
1990 - فيلم
العناوين
حنفي الأبهة
1990 - فيلم
العناوين
خمسه كارت
1990 - فيلم
مؤثرات الصورة والعناوين
سيدة القاهرة
1990 - فيلم
المؤثرات البصرية
شبكة الموت
1990 - فيلم
التتر
صاحبك من بختك
1990 - فيلم
التتر
عودة الهارب
1990 - فيلم
المؤثرات البصرية
قضية سميحة بدران
1990 - فيلم
العناوين
لن اعيش في حلمك
1990 - فيلم
تروكاج وعناوين
مولد وصاحبه غايب
1990 - فيلم
تروكاج وعناوين
وتمت أقواله
1990 - فيلم
العناوين
الإرهاب
1989 - فيلم
التتر
الكداب وصاحبه
1989 - فيلم
التتر
المغتصبون
1989 - فيلم
العناوين
إلى أين تأخذني هذه الطفلة
1989 - فيلم
التتر
باب شرق
1989 - فيلم
العناوين
جحيم تحت الماء
1989 - فيلم
التتر
حكاية لها العجب
1989 - فيلم
تروكاج وعناوين
دقات على بابي
1989 - فيلم
تروكاج وعناوين
سكر بولاق
1989 - فيلم
العناوين
شقة الأستاذ عليوة
1989 - فيلم
التتر
عائلة مشاغبة جدًا
1989 - فيلم
تروكاج وعناوين
عريس في اليانصيب
1989 - فيلم
المؤثرات البصرية
عليش دخل الجيش
1989 - فيلم
العناوين
غلطة أم
1989 - فيلم
العناوين
اخترت حياتي
1988 - فيلم
تروكاج وعناوين
أرباب سوابق
1988 - فيلم
التتر
الأسطى المدير
1988 - فيلم
التتر
الحب أيضًا يموت
1988 - فيلم
المؤثرات البصرية
الدنيا جرى فيها إيه
1988 - فيلم
المؤثرات البصرية
السجينتان
1988 - فيلم
تروكاج وعناوين
الشاويش حسن
1988 - فيلم
التتر
المزيكاتي
1988 - فيلم
العناوين
أنا وأنت وساعات السفر
1988 - فيلم
المؤثرات البصرية
جواز في السر
1988 - فيلم
المؤثرات البصرية
حالة تلبس
1988 - فيلم
العناوين
شباب في الجحيم
1988 - فيلم
التتر
صاحب العمارة
1988 - فيلم
المؤثرات البصرية
عندما يتكلم الصمت
1988 - فيلم
تروكاج وعناوين
قاهر الفرسان
1988 - فيلم
العناوين
مخالب امرأة
1988 - فيلم
المؤثرات البصرية
مدرسة الحب
1988 - فيلم
المؤثرات البصرية
ملف سامية شعراوي
1988 - فيلم
خدع سينمائية وعناوين
أسعد الله مساءك
1987 - فيلم
العناوين
البيات الشتوي
1987 - فيلم
مؤثرات الصورة والعناوين
الجمالية
1987 - فيلم
مؤثرات الصورة والعناوين
الخرتيت
1987 - فيلم
العناوين
العرضحالجي في قضية نصب
1987 - فيلم
العناوين
العصابة
1987 - فيلم
تروكاج وعناوين
القرداتي
1987 - فيلم
العناوين
المتمرد
1987 - فيلم
العناوين
المليونيرة الحافية
1987 - فيلم
المؤثرات البصرية
المواجهة
1987 - فيلم
العناوين
بنات حارتنا
1987 - فيلم
العناوين
بئر الخيانة
1987 - فيلم
التتر
ثمن الغربة
1987 - فيلم
العناوين
حارة الجوهري
1987 - فيلم
العناوين
حارة الطيبين
1987 - فيلم
العناوين
حبيبي أصغر مني
1987 - فيلم
التتر
خليل بعد التعديل
1987 - فيلم
المؤثرات البصرية
سكة الندامة
1987 - فيلم
العناوين
سلطان العلماء
1987 - مسلسل
العناوين
شاهد إثبات
1987 - فيلم
تروكاج وعناوين
صاحب الصورة
1987 - فيلم
تروكاج وعناوين
عصفور له أنياب
1987 - فيلم
العناوين
عندما تشرق الأحزان
1987 - فيلم
التتر
عودة الماضي
1987 - فيلم
العناوين
قبل الوصول لسن الانتحار
1987 - فيلم
المؤثرات البصرية
محاكمة علي بابا
1987 - فيلم
العناوين
من خاف سلم
1987 - فيلم
العناوين
موعد مع القدر
1987 - فيلم
تروكاج وعناوين
نوارة والوحش
1987 - فيلم
التتر
وصية رجل مجنون
1987 - فيلم
العناوين
يا صديقي كم تساوي
1987 - فيلم
العناوين
ابن تحية عزوز
1986 - فيلم
التتر
ابنتي والذئاب
1986 - فيلم
التتر
أجراس الخطر
1986 - فيلم
تروكاج وعناوين
أحضان الخوف
1986 - فيلم
العناوين
الأرملة العذراء
1986 - فيلم
العناوين
البنات والمجهول
1986 - فيلم
العناوين
البنديرة
1986 - فيلم
تروكاج وعناوين
التوت والنبوت
1986 - فيلم
العناوين
الجلسة سرية
1986 - فيلم
العناوين
الحدق يفهم
1986 - فيلم
العناوين
الحرافيش
1986 - فيلم
العناوين
الحسناء والبلطجي
1986 - فيلم
العناوين
الزيارة الأخيرة
1986 - فيلم
تروكاج وعناوين
الضائعة
1986 - فيلم
العناوين
الفريسة
1986 - فيلم
العناوين
القطار
1986 - فيلم
العناوين
المشاغبون في أجازة نص السنة
1986 - فيلم
تروكاج وعناوين
الناس الغلابة
1986 - فيلم
العناوين
الهروب من الخانكة
1986 - فيلم
العناوين
الوزير جاي
1986 - فيلم
المؤثرات البصرية
إمرأة متمردة
1986 - فيلم
تروكاج وعناوين
انتحار صاحب الشقة
1986 - فيلم
العناوين
بكره احلى من النهارده
1986 - فيلم
العناوين
بلاغ ضد امرأة
1986 - فيلم
المؤثرات البصرية
بيت الكوامل
1986 - فيلم
تروكاج وعناوين
تحت التهديد
1986 - فيلم
العناوين
جذور في الهواء
1986 - فيلم
المؤثرات البصرية
حب فوق السحاب
1986 - فيلم
العناوين
حل يرضي جميع الأطراف
1986 - فيلم
المؤثرات البصرية
سلام يا صاحبي
1986 - فيلم
العناوين
عصر الحب
1986 - فيلم
تروكاج وعناوين
عصفور الشرق
1986 - فيلم
التتر
فقراء ولكن سعداء
1986 - فيلم
العناوين
كراكون في الشارع
1986 - فيلم
العناوين
لا تدمرني معك
1986 - فيلم
المؤثرات البصرية
لمن يبتسم القمر
1986 - فيلم
العناوين
مرارة الأيام
1986 - فيلم
العناوين
من فضلك وإحسانك
1986 - فيلم
المقدمة
ناس هايصة وناس لايصة
1986 - فيلم
تروكاج وعناوين
وداعا يا ولدي
1986 - فيلم
العناوين
وصمة عار
1986 - فيلم
العناوين
آباء وأبناء
1985 - فيلم
العناوين
الجوهرة
1985 - فيلم
المؤثرات البصرية
الحكم آخر الجلسة
1985 - فيلم
العناوين
الحلال والحرام
1985 - فيلم
العناوين
العبقري خمسة
1985 - فيلم
العناوين
القط أصله أسد
1985 - فيلم
العناوين
النساء
1985 - فيلم
التتر
إلى من يهمه الأمر
1985 - فيلم
التتر
أنا
1985 - فيلم
العناوين
أنا اللي قتلت الحنش
1985 - فيلم
العناوين
أولاد الأصول
1985 - فيلم
العناوين
تحت السطح الهادي
1985 - فيلم
المؤثرات البصرية
تل العقارب
1985 - فيلم
العناوين
خيوط العنكبوت
1985 - فيلم
العناوين
ريـال فضة
1985 - فيلم
التتر
زوج تحت الطلب
1985 - فيلم
التتر
سنوات الخطر
1985 - فيلم
تروكاج وعناوين
شيطان من عسل
1985 - فيلم
التتر
عسل الحب المر
1985 - فيلم
التتر
عشرة على عشرة (10 على 10)
1985 - فيلم
التتر
عفوًا أيها القانون
1985 - فيلم
العناوين
علي بيه مظهر و٤٠ حرامي
1985 - فيلم
التتر
فوزية البرجوازية
1985 - فيلم
المؤثرات البصرية
لست مجرماً
1985 - فيلم
العناوين
لن يغيب القمر
1985 - فيلم
العناوين
محطة الأنس
1985 - فيلم
العناوين
مقص عم قنديل
1985 - فيلم
العناوين
ملائكة الشوارع
1985 - فيلم
العناوين
موت سميرة
1985 - فيلم
العناوين
وتضحك الأقدار
1985 - فيلم
العناوين
2 على الطريق
1984 - فيلم
العناوين
اثنين على الهوا
1984 - فيلم
تروكاج وعناوين
الاتحاد النسائي
1984 - فيلم
المؤثرات البصرية
الأرملة والشيطان
1984 - فيلم
المؤثرات البصرية
التخشيبة
1984 - فيلم
العناوين
الطماعين
1984 - فيلم
المؤثرات البصرية
الطيب أفندي
1984 - فيلم
التتر
العايقة والدريسة
1984 - فيلم
التتر
القناص
1984 - فيلم
التتر
الليلة الموعودة
1984 - فيلم
التتر
المحظوظ
1984 - فيلم
التتر
النصابين
1984 - فيلم
التتر
أنا إللي أستاهل
1984 - فيلم
التتر
أهلا أهلا بالسكان
1984 - مسلسل
التتر
بحر الأوهام
1984 - فيلم
التتر
بناتنا في الخارج
1984 - فيلم
التتر
حادي بادي
1984 - فيلم
العناوين
حتى لا يطير الدخان
1984 - فيلم
العناوين
درب اللبانة
1984 - فيلم
العناوين
سمورة والبنت القمورة
1984 - فيلم
المؤثرات البصرية
سيدة الفندق
1984 - مسلسل
التتر
صديقي الوفي
1984 - فيلم
العناوين
طابونة حمزة
1984 - فيلم
عناوين ومؤثرات
في قافلة الزمان
1984 - مسلسل
التتر
قمر الليل
1984 - فيلم
التتر
كلاب الحراسة
1984 - فيلم
العناوين
كله تمام
1984 - فيلم
التتر
لا تسألني من أنا
1984 - فيلم
العناوين
ليلة القبض على فاطمة
1984 - فيلم
العناوين
مطلوب حياً أو ميتاً
1984 - فيلم
التتر
مين فينا الحرامي
1984 - فيلم
التتر
نعيمة فاكهة محرمة
1984 - فيلم
مؤثرات خاصة وعناوين
ولكن شيئا ما يبقى
1984 - فيلم
التتر
يارب ولد
1984 - فيلم
التتر
أسوار المدابغ
1983 - فيلم
العناوين
الاحتياط واجب
1983 - فيلم
العناوين
الذئاب
1983 - فيلم
العناوين
العذراء والشعر الأبيض
1983 - فيلم
العناوين
العربجي
1983 - فيلم
العناوين
المتسول
1983 - فيلم
عناوين ومؤثرات
المدمن
1983 - فيلم
التتر
أنا مش حرامية
1983 - فيلم
التتر
أيوب
1983 - فيلم
المؤثرات البصرية
جدعان باب الشعريه
1983 - فيلم
العناوين
حادث النصف متر
1983 - فيلم
العناوين
دعوة للزواج
1983 - فيلم
مؤثرات خاصة وعناوين
دليل الاتهام
1983 - فيلم
المؤثرات البصرية
ريا وسكينة
1983 - فيلم
العناوين
سجن بلا قضبان
1983 - فيلم
التتر
شاطئ الحظ
1983 - فيلم
التتر
صاحب الجلالة الحب
1983 - مسلسل
العناوين
عالم وعالمة
1983 - فيلم
تروكاج وعناوين
عضة كلب
1983 - فيلم
التتر
عنتر شايل سيفه
1983 - فيلم
مؤثرات خاصة وعناوين
مملكة الهلوسة
1983 - فيلم
العناوين
نص أرنب
1983 - فيلم
العناوين
نهاية رجل تزوج
1983 - فيلم
المؤثرات البصرية
وداد الغازية
1983 - فيلم
التتر
ولا من شاف ولا من دري
1983 - فيلم
التتر
يا ما انت كريم يارب
1983 - فيلم
التتر
اعتداء
1982 - فيلم
العناوين
أعقل زوجين في العالم
1982 - مسلسل
المؤثرات البصرية
الحل اسمه نظيرة
1982 - فيلم
التتر
الخبز المر
1982 - فيلم
العناوين
الدباح
1982 - فيلم
العناوين
السلخانة
1982 - فيلم
التتر
العار
1982 - فيلم
العناوين
القفل
1982 - فيلم
التتر
المعتوه
1982 - فيلم
المؤثرات البصرية
إنهم يسرقون عمري
1982 - فيلم
العناوين
انهيار
1982 - فيلم
العناوين
بريق عينيك
1982 - فيلم
العناوين
ثم تشرق الشمس
1982 - مسلسل
التتر
حسن بيه الغلبان
1982 - فيلم
العناوين
خمسة في الجحيم
1982 - فيلم
العناوين
رجل في سجن النساء
1982 - فيلم
التتر
سواق الأتوبيس
1982 - فيلم
العناوين
عروسة وجوز عرسان
1982 - فيلم
المؤثرات البصرية
عريس لفاطمة
1982 - فيلم
التتر
عصابة حمادة وتوتو
1982 - فيلم
التتر
على باب الوزير
1982 - فيلم
العناوين
فتوة الجبل
1982 - فيلم
العناوين
للفقيد الرحمة
1982 - فيلم
العناوين
وضاع حبي هناك
1982 - فيلم
مؤثرات وعناوين
الرجل الذي فقد ذاكرته مرتين
1981 - مسلسل
التتر
الرحمة يا ناس
1981 - فيلم
العناوين
الشيطان يعظ/ الجبابرة
1981 - فيلم
التتر
العرافة
1981 - فيلم
العناوين
القرش
1981 - فيلم
العناوين
القطط السمان
1981 - فيلم
العناوين
اللي ضحك على الشياطين
1981 - فيلم
التتر
الوحش داخل الإنسان
1981 - فيلم
العناوين
أمهات في المنفى
1981 - فيلم
العناوين
أنا لا أكذب ولكني أتجمل
1981 - فيلم
العناوين
انتخبوا الدكتور سليمان عبدالباسط
1981 - فيلم
العناوين
بذور الشيطان
1981 - فيلم
التتر
بياضة
1981 - فيلم
العناوين
حكمت المحكمة
1981 - فيلم
مؤثرات وعناوين
خلف أسوار الجامعة
1981 - فيلم
العناوين
دماء على الثوب الوردي
1981 - فيلم
العناوين
دندش
1981 - فيلم
العناوين
رحلة الرعب
1981 - فيلم
التتر
زيارة سرية
1981 - فيلم
العناوين
صراع العشاق
1981 - فيلم
العناوين
على ضوء شمعة
1981 - سهرة تليفزيونية
العناوين
عم حمزة
1981 - مسلسل
العناوين
فتوات بولاق
1981 - فيلم
العناوين
لحظة ضعف
1981 - فيلم
العناوين
ليلة شتاء دافئة
1981 - فيلم
التتر
محمد رسول الله ج2
1981 - مسلسل
حيل سينمائية
مرسي فوق مرسي تحت
1981 - فيلم
التتر
مين يجنن مين؟
1981 - فيلم
التتر
وقيدت ضد مجهول
1981 - فيلم
التتر
استقالة عالمة ذرة
1980 - فيلم
التتر
آسفة أرفض الطلاق
1980 - فيلم
مونتير التتر
الأبالسة
1980 - فيلم
العناوين
الأخرس
1980 - فيلم
التتر
الإخوة الغرباء
1980 - فيلم
المؤثرات البصرية
الجحيم
1980 - فيلم
العناوين
الحب وحده لا يكفي
1980 - فيلم
العناوين
الشريدة
1980 - فيلم
التتر
العاشقة
1980 - فيلم
العناوين
الفقراء أولادي
1980 - فيلم
العناوين
أين تخبئون الشمس
1980 - فيلم
العناوين
دائرة الشك
1980 - فيلم
التتر
درب الفنانين
1980 - فيلم
العناوين
رجل فقد عقله
1980 - فيلم
المؤثرات البصرية
زينب والعرش
1980 - مسلسل
التتر
سأعود بلا دموع
1980 - فيلم
العناوين
شعبان تحت الصفر
1980 - فيلم
المؤثرات البصرية
عمل إيه الحب في بابا ؟
1980 - فيلم
التتر
غداً سأنتقم
1980 - فيلم
العناوين
كم أنت حزين أيها الحب
1980 - فيلم
التتر
لا تظلموا النساء
1980 - فيلم
التتر
لست شيطانا ولا ملاكا
1980 - فيلم
العناوين
من يدفع الثمن؟
1980 - فيلم
التتر
وتمضي الأيام
1980 - فيلم
العناوين
ابن مين في المجتمع
1979 - فيلم
العناوين
احنا بتوع الأتوبيس
1979 - فيلم
العناوين
الأيدي القذرة
1979 - فيلم
العناوين
البنت كبرت
1979 - فيلم
العناوين
الشك يا حبيبي
1979 - فيلم
العناوين
الطيور المهاجرة
1979 - فيلم
العناوين
اللعبة
1979 - فيلم
العناوين
الوهم
1979 - فيلم
العناوين
أنقذوا هذه العائلة
1979 - فيلم
العناوين
حياتي عذاب
1979 - فيلم
العناوين
خائفة من شيء ما
1979 - فيلم
التتر
خلي بالك من جيرانك
1979 - فيلم
العناوين
عاصفة من الدموع
1979 - فيلم
التتر
قاتل ما قتلش حد
1979 - فيلم
العناوين
لا يا أمي
1979 - فيلم
التتر
لعنة الزمن
1979 - فيلم
التتر
نوع من النساء
1979 - فيلم
التتر
ولا يزال التحقيق مستمرا
1979 - فيلم
التتر
يمهل ولا يهمل
1979 - فيلم
التتر
إبليس في المدينة
1978 - فيلم
المؤثرات البصرية
الأقمر
1978 - فيلم
العناوين
البعض يذهب للمأذون مرتين
1978 - فيلم
العناوين
البنت اللي قالت لا
1978 - فيلم
العناوين
البؤساء
1978 - فيلم
التتر
الجنة تحت قدميها
1978 - فيلم
العناوين
العمر لحظة
1978 - فيلم
المؤثرات البصرية
القضية المشهورة
1978 - فيلم
التتر
القمة الباردة
1978 - فيلم
التتر
المجرم
1978 - فيلم
التتر
المرأة هي المرأة
1978 - فيلم
العناوين
امرأة بلا قيد
1978 - فيلم
العناوين
امرأة في دمي
1978 - فيلم
التتر
امرأة قتلها الحب
1978 - فيلم
العناوين
أنا مش أنا
1978 - مسلسل
التتر
انتبهوا أيها السادة
1978 - فيلم
العناوين
بدون زواج أفضل
1978 - فيلم
التتر
بعد الضياع
1978 - مسلسل
مقدمة
بنت غير كل البنات
1978 - فيلم
العناوين
رجب فوق صفيح ساخن
1978 - فيلم
التتر
رجل اسمه عباس
1978 - فيلم
العناوين
رجل بمعنى الكلمة
1978 - فيلم
المؤثرات البصرية
رحلة النسيان
1978 - فيلم
عناوين ومؤثرات
سكة العاشقين
1978 - فيلم
التتر
شباب يرقص فوق النار
1978 - فيلم
التتر
شقة وعروسة يارب
1978 - فيلم
العناوين
شهادة مجنون
1978 - فيلم
التتر
قاهر الظلام
1978 - فيلم
العناوين
قلوب في بحر الدموع
1978 - فيلم
العناوين
كلهم في النار
1978 - فيلم
العناوين
ليالي ياسمين
1978 - فيلم
التتر
مايوه لبنت الأسطى محمود
1978 - فيلم
العناوين
مسافر بلا طريق
1978 - فيلم
العناوين
من بلا خطيئة
1978 - فيلم
العناوين
وادي الذكريات
1978 - فيلم
العناوين
وثالثهم الشيطان
1978 - فيلم
المؤثرات البصرية
وداعاً للعذاب
1978 - فيلم
العناوين
وراء الشمس
1978 - فيلم
الحيل السينمائية والعناوين
ومن الحب ما قتل
1978 - فيلم
التتر
١٣ كدبة وكدبة
1977 - فيلم
العناوين
ابنتي والذئب
1977 - فيلم
العناوين
أفواه وأرانب
1977 - فيلم
العناوين
الأزواج الشياطين
1977 - فيلم
التتر
البنت الحلوة الكدابة
1977 - فيلم
التتر
الحب قبل الخبز أحيانًا
1977 - فيلم
العناوين
السقا مات
1977 - فيلم
العناوين
العذاب امرأة
1977 - فيلم
العناوين
ألف بوسة وبوسة
1977 - فيلم
التتر
المجهول
1977 - مسلسل
التتر
إلى المأذون يا حبيبي
1977 - فيلم
التتر
امرأة من زجاج
1977 - فيلم
العناوين
آه يا ليل يا زمن
1977 - فيلم
العناوين
جنس ناعم
1977 - فيلم
التتر
جنون الحب
1977 - فيلم
العناوين
حرامي الحب
1977 - فيلم
التتر
دعاء المظلومين
1977 - فيلم
التتر
زهرة البنفسج
1977 - فيلم
العناوين
طائر الليل الحزين
1977 - فيلم
العناوين
عذراء .. ولكن
1977 - فيلم
التتر
فتاة تبحث عن الحب
1977 - فيلم
العناوين
كان وكان وكان
1977 - فيلم
العناوين
ليل ورغبة
1977 - فيلم
العناوين
مع حبي وأشواقي
1977 - فيلم
العناوين
مكان للحب (خطايا الحب)
1977 - فيلم
العناوين
من أجل الحياة
1977 - فيلم
التتر
همسات الليل
1977 - فيلم
عناوين النهاية
وسقطت في بحر العسل
1977 - فيلم
التتر
أخواته البنات
1976 - فيلم
العناوين
أزواج طائشون
1976 - فيلم
التتر
الحياة نغم
1976 - فيلم
التتر
الدموع الساخنة
1976 - فيلم
التتر
الشيطان يدق بابك
1976 - فيلم
العناوين
العاشقات
1976 - فيلم
العناوين
العش الهادئ
1976 - فيلم
المؤثرات البصرية
الكروان له شفايف
1976 - فيلم
العناوين
المذنبون
1976 - فيلم
التتر
بعيدًا عن الأرض
1976 - فيلم
العناوين
حافية على جسر الذهب
1976 - فيلم
العناوين
حكمتك يارب
1976 - فيلم
العناوين
دقة قلب
1976 - فيلم
العناوين
سيقان في الوحل
1976 - فيلم
التتر
شلة الأنس
1976 - فيلم
التتر
شوق
1976 - فيلم
العناوين
صانع النجوم
1976 - فيلم
التتر
عالم عيال عيال
1976 - فيلم
العناوين
عودة الابن الضال
1976 - فيلم
العناوين
لا وقت للدموع
1976 - فيلم
العناوين
لا يا من كنت حبيبي
1976 - فيلم
العناوين
لقاء هناك
1976 - فيلم
العناوين
لمن تشرق الشمس
1976 - فيلم
العناوين
ليل الرجال
1976 - فيلم
العناوين
مراهقة من الأرياف
1976 - فيلم
رسوم متحركة ومؤثرات خاصة
وبالوالدين إحسانا
1976 - فيلم
العناوين
وجها لوجه
1976 - فيلم
العناوين
احترسي من الرجال يا ماما
1975 - فيلم
التتر
أريد حلاً
1975 - فيلم
العناوين
الأنثى والذئاب
1975 - فيلم
التتر
البحث عن المتاعب
1975 - فيلم
التتر
الحب تحت المطر
1975 - فيلم
التتر
الشاطئ المهجور
1975 - مسلسل
التتر
الضحايا
1975 - فيلم
التتر
الكل عاوز يحب
1975 - فيلم
التتر
المطلقات
1975 - فيلم
العناوين
النداهة
1975 - فيلم
العناوين
ألو.. أنا القطة
1975 - فيلم
التتر
امرأتان
1975 - فيلم
التتر
أميرة حبي أنا
1975 - فيلم
العناوين
بائعة الحب
1975 - فيلم
التتر
بديعة مصابني
1975 - فيلم
العناوين
حتى آخر العمر
1975 - فيلم
العناوين
دعونا نحب
1975 - فيلم
العناوين
سؤال في الحب
1975 - فيلم
التتر
شبان هذه الأيام
1975 - فيلم
التتر
شقة في وسط البلد
1975 - فيلم
العناوين
صابرين
1975 - فيلم
العناوين
صائد النساء
1975 - فيلم
التتر
على ورق سيلوفان
1975 - فيلم
العناوين
لا تتركني وحدي
1975 - فيلم
العناوين
لقاء مع الماضي
1975 - فيلم
العناوين
ملوك الضحك
1975 - فيلم
التتر
مين يقدر على عزيزة
1975 - فيلم
العناوين
نغم في حياتي
1975 - فيلم
العناوين
أبناء الصمت
1974 - فيلم
التتر
أجمل أيام حياتي
1974 - فيلم
العناوين
أرملة ليلة الزفاف
1974 - فيلم
العناوين
الأبرياء
1974 - فيلم
مؤثرات خاصة وعناوين
البنات والحب
1974 - فيلم
التتر
الساعة تدق العاشرة
1974 - فيلم
العناوين
العمالقة
1974 - فيلم
العناوين
امرأة في مهب الريح
1974 - فيلم
العناوين
امرأة للحب
1974 - فيلم
العناوين
آنسات وسيدات
1974 - فيلم
العناوين
أين عقلي
1974 - فيلم
العناوين
بمبة كشر
1974 - فيلم
العناوين
عجايب يا زمن
1974 - فيلم
العناوين
عريس الهنا
1974 - فيلم
التتر
فى الصيف لازم نحب
1974 - فيلم
العناوين
قاع المدينة
1974 - فيلم
العناوين
قصيرة.. قصيرة الحياة
1974 - مسلسل - تمثيلية
المقدمة
3 فتيات مراهقات
1973 - فيلم
العناوين
أبناء للبيع
1973 - فيلم
التتر
أشرف خاطئة
1973 - فيلم
العناوين
أغنية الموت
1973 - سهرة تليفزيونية
العناوين
الأصيل
1973 - فيلم
العناوين
الحب والصمت
1973 - فيلم
العناوين
السكرية
1973 - فيلم
العناوين
الشحات
1973 - فيلم
العناوين
الشياطين في أجازة
1973 - فيلم
التتر
الشياطين والكورة
1973 - فيلم
التتر
العنكبوت
1973 - مسلسل
التتر
العنيد
1973 - فيلم
العناوين
امرأة سيئة السمعة
1973 - فيلم
العناوين
بعت حياتي
1973 - فيلم
العناوين
دمي ودموعي وابتسامتي
1973 - فيلم
العناوين
ذات الوجهين
1973 - فيلم
التتر
شمس وضباب
1973 - فيلم
العناوين
صوت الحب
1973 - فيلم
العناوين
عاشق الروح
1973 - فيلم
العناوين
ليل وقضبان
1973 - فيلم
العناوين
مدرسة المراهقين
1973 - فيلم
العناوين
أريد هذا الرجل
1972 - مسلسل - تمثيلية
العناوين
أشياء لا ننساها
1972 - مسلسل
التتر
أضواء المدينة
1972 - فيلم
العناوين
أغنية على الممر
1972 - فيلم
العناوين
الحاجز
1972 - فيلم
العناوين
الخطافين
1972 - فيلم
التتر
الخماسين
1972 - مسلسل
التتر
الخوف
1972 - فيلم
المقدمة والعناوين
الرغبة والضياع
1972 - فيلم
التتر
الشيطان امرأة
1972 - فيلم
العناوين
الشيطان والخريف
1972 - فيلم
العناوين
الصعلوك
1972 - فيلم
التتر
العاطفة والجسد
1972 - فيلم
العناوين
الورطة
1972 - فيلم
العناوين
إمبراطورية ميم
1972 - فيلم
العناوين
إمتثال
1972 - فيلم
العناوين
أنف وثلاث عيون
1972 - فيلم
العناوين
بنك القلق
1972 - مسلسل
التتر
جريمة لم تكتمل
1972 - فيلم
العناوين
جنون المراهقات
1972 - فيلم
العناوين
خلي بالك من زوزو
1972 - فيلم
التتر
ذئاب على الطريق
1972 - فيلم
العناوين
شباب يحترق
1972 - فيلم
التتر
صور ممنوعة: القصة الثالثة (حكاية الأصل والصورة في إخراج قصة نجيب محفوظ المسماة صورة)
1972 - فيلم
العناوين
عودة أخطر رجل في العالم
1972 - فيلم
العناوين
لعبة كل يوم
1972 - فيلم
العناوين
ليلة حب أخيرة
1972 - فيلم
العناوين
ملوك الشر
1972 - فيلم
التتر
من البيت للمدرسة
1972 - فيلم
العناوين
وكر الأشرار
1972 - فيلم
التتر
ولدي
1972 - فيلم
التتر
ابنتي العزيزة
1971 - فيلم
العناوين
أختي
1971 - فيلم
العناوين
الحب المحرم
1971 - فيلم
العناوين
الخيط الرفيع
1971 - فيلم
التتر
الظريف والشهم والطماع
1971 - فيلم
العناوين
القتلة
1971 - فيلم
العناوين
امرأة ورجل
1971 - فيلم
التتر
ثرثرة فوق النيل
1971 - فيلم
العناوين
ثم تشرق الشمس
1971 - فيلم
العناوين
حادثة شرف
1971 - فيلم
العناوين
حسناء المطار
1971 - فيلم
العناوين
حياة خطرة
1971 - فيلم
العناوين
رجال في المصيدة
1971 - فيلم
التتر
رحلة لذيذة
1971 - فيلم
التتر
ساحرة
1971 - سهرة تليفزيونية
العناوين
سبع الليل
1971 - فيلم
العناوين
شباب في عاصفة
1971 - فيلم
التتر
شيء في صدري
1971 - فيلم
التتر
غدًا يعود الحب
1971 - فيلم
التتر
غرام في الطريق الزراعي
1971 - فيلم
التتر
مدرسة المشاغبين
1971 - مسرحية
التتر
مهمة صحفية
1971 - فيلم
مقدمة
ولد وبنت والشيطان
1971 - فيلم
العناوين
الأشرار
1970 - فيلم
العناوين
الثعلب والحرباء
1970 - فيلم
العناوين
الحب والثمن
1970 - فيلم
التتر
السراب
1970 - فيلم
العناوين
الغشاش
1970 - فيلم
التتر
المجانين الثلاثة
1970 - فيلم
التتر
أنت إللي قتلت بابايا
1970 - فيلم
التتر
حب المراهقات
1970 - فيلم
العناوين
دلال المصرية
1970 - فيلم
العناوين
زوجة لخمسة رجال
1970 - فيلم
التتر
سفاح النساء
1970 - فيلم
التتر
عين الحياة
1970 - فيلم
العناوين
لسنا ملائكة
1970 - فيلم
التتر
مغامرة شباب
1970 - فيلم
التتر
من عظماء الإسلام
1970 - فيلم
العناوين
ناعسة
1970 - مسلسل
التتر
هاربات من الحب
1970 - فيلم
التتر
واحد في المليون
1970 - فيلم
العناوين
٣ وجوه للحب
1969 - فيلم
العناوين
أسرار البنات
1969 - فيلم
العناوين
الرعب
1969 - فيلم
التتر
الشجعان الثلاثة
1969 - فيلم
العناوين
الشيطان
1969 - فيلم
التتر
المطاردة
1969 - مسلسل
العناوين
الناس اللي جوه
1969 - فيلم
العناوين
حكاية من بلدنا
1969 - فيلم
العناوين
صباح الخير يا زوجتي العزيزة
1969 - فيلم
فكرة وتنفيذ المقدمة
صراع المحترفين
1969 - فيلم
العناوين
عائلات محترمة
1969 - فيلم
العناوين
غرام تلميذة
1969 - فيلم
العناوين
ميرامار
1969 - فيلم
العناوين
نشال رغم أنفه
1969 - فيلم
التتر
نص ساعة جواز (½ ساعة جواز)
1969 - فيلم
العناوين
يوميات نائب في الأرياف
1969 - فيلم
العناوين
ابن الحتة
1968 - فيلم
العناوين
السيرك
1968 - فيلم
العناوين
المساجين الثلاثة
1968 - فيلم
العناوين
المليونير المزيف
1968 - فيلم
التتر
أيام الحب
1968 - فيلم
التتر
حلوة وشقية
1968 - فيلم
العناوين
كيف تسرق مليونير
1968 - فيلم
التتر
لصوص لكن ظرفاء
1968 - فيلم
العناوين
مطاردة غرامية
1968 - فيلم
العناوين
بيت الطالبات
1967 - فيلم

## جوائز
- جائزة أحسن تصميم مقدمة عن مقدمة مسلسل الرجل الذى فقد ذاكرته مرتين سنة 1983.
- جائزة التلفزيون المصرى عن أحسن مقدمة فيلم ريال فضة سنة 1983.
- جائزة التلفزيون المصرى عن أحسن مقدمة لفيلم إستقالة عالمة ذرة من مهرجان مجاويش السينمائى سنة 1982.
- نال الشحري عن فيلم عصفور وعصفورة ومدته 3 دقائق عام 1981 جائزة وزارة الثقافة في مسابقة الأفلام التسجيلية والقصيرة والتحريك كأحسن فيلم رسوم متحركة.
- شهادات تقدير عن الأفلام التليفزيونية رجل أسمه عباس وأنهم يسرقون عمرى وزيارة سرية.
- شهادة تقدير وميدالية طلعت حرب من نقابة المهن السينمائية عن دوره المتميز وإسهاماته في مجال السينما المصرية سنة 1984.
- شهادة تقدير ودرع من نقابة الفنيين السينمائيين في لبنان عن دوره النقابى ونشاطه المتميز في نقابة المهن السينمائية في مصر وكان وقتها يشغل منصب سكرتير عام أتحاد النقابات الفنية سنة 1998.